# 광천역
광천역(Gwangcheon station, 廣川驛)은 장항선의 철도역이다. 모든 여객 열차가 정차하고,  이용객은 비교적 많은 편이다.
현재의 위치상으로는 서해 바다와 상당한 거리가 있는데도 불구하고 광천역이 있는 광천읍이 예전부터 새우젓 등의 젓갈로 유명했던 이유는, 매립하기 전까지는 광천역의 바로 뒤쪽까지 바닷물이 들어왔었고 따라서 그 곳까지 배가 들어올 수 있었기 때문이었다.
이 역은 장항선 1단계 개량 공사 구간에는 포함되지 않아 이설되지 않았지만, 2015년에 장항선 2단계 개량 공사가 시작되었다. 석면 피해를 우려한 주민들의 갈등이 터져나오면서 공사가 지연되었고, 현재까지 새로운 역이 건설될 지는 장담할 수 없는 상황이다.

## 연혁
- 1923년 12월 1일 : 보통역으로 영업 개시
- 1950년 6월 30일 :  역사 소실
- 1964년 8월 24일 : 역사 신축 착공
- 1964년 12월 16일 : 역사 신축 준공
- 1984년 12월 1일 : 무연탄화물 도착취급역 지정[1]
- 1984년 12월 30일 : 역사 개축
- 1990년 6월 1일 : 무연탄화물도착취급역 지정취소[2]
- 1998년 12월 1일 : 장항선 전구간 비둘기호 운행중단
- 2004년 4월 1일 : 장항선 통일호 운행중단
- 2006년 5월 1일 : 소화물취급 중지[3]
- 2006년 11월 15일 : 화물취급 중지
- 2015년 2월 5일 : 서해금빛열차(WEST GOLD TRAIN) 운행 개시

## 역 구조
승강장은 1면 2선의 섬식 승강장을 갖추고 있다.

### 승강장
| ↑ 홍성 |
| 1 2 \| |
| 청소 ↓ |

| 1 | 천안·수원·용산 방면 |
| 2 | 대천·장항·익산 방면 |

## 사진

역 내부(건물 철거 예정)
승강장 기둥 역명판
승강장 끝 역명판
외부 역명판

## 인접한 역
이 역을 운행하는 열차는 용산역과 익산역을 기점으로 거의 운행된다.
| 장항선         | 장항선          | 장항선         |
| -------------- | --------------- | -------------- |
| 홍성 용산 방면 | 새마을호 장항선 | 대천 익산 방면 |
| 홍성 용산 방면 | 무궁화호 장항선 | 청소 익산 방면 |
| 홍성 용산 방면 | 서해금빛열차    | 대천 익산 방면 |